# Лаге (Динкел)
Лаге (њем. Lage) општина је у њемачкој савезној држави Доња Саксонија. Једно је од 26 општинских средишта округа Графшафт Бентхајм. Према процјени из 2010. у општини је живјело 1.001 становника. Посједује регионалну шифру (AGS) 3456013.

## Географски и демографски подаци
Лаге се налази у савезној држави Доња Саксонија у округу Графшафт Бентхајм. Општина се налази на надморској висини од 19 метара. Површина општине износи 6,4 km². У самом мјесту је, према процјени из 2010. године, живјело 1.001 становника. Просјечна густина становништва износи 157 становника/km².